# Honda E
Honda E — серия рядных двух- и четырёхцилиндровых автомобильных двигателей внутреннего сгорания, разработанных и выпускавшихся с 1970-х по 1980-е годы японской компанией Honda. Двигатели Honda серии E отличались применением технологии CVCC, внедрённой в двигатель ED1 в моторном отсеке 1975 Civic, который соответствовал нормам выбросов 1970-х годов без применения каталитического нейтрализатора.

## EA

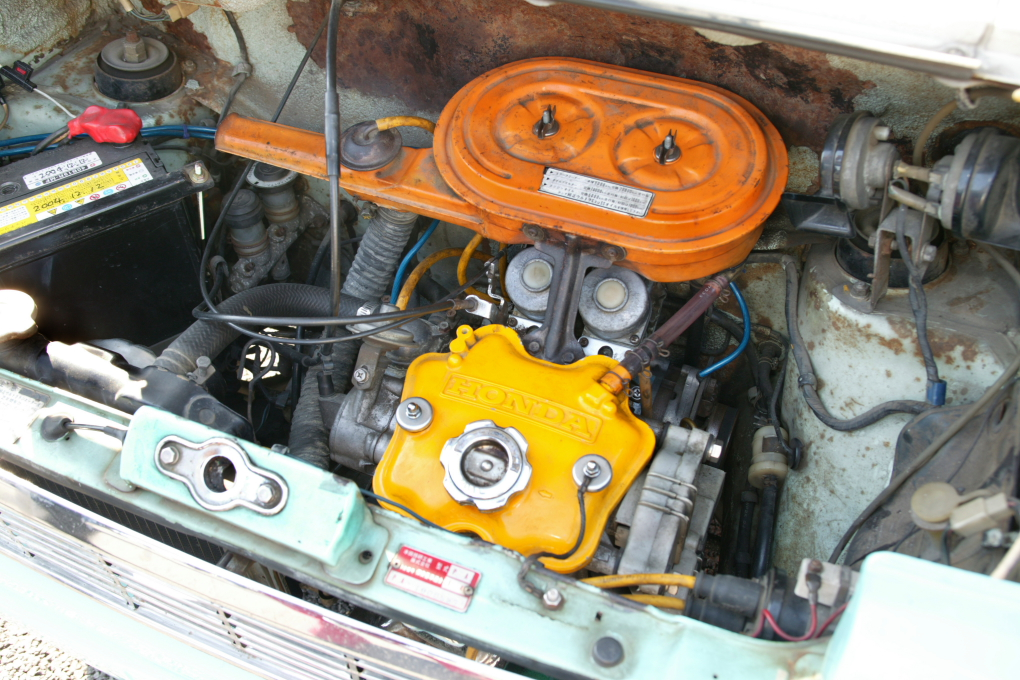
Honda EA

EA — рядный двухцилиндровый двигатель объёмом 356 см3 с водяным охлаждением, пришедший на смену двигателю N360 объёмом 354 см3 с воздушным охлаждением. Вместо цепи применяется ремень ГРМ. Клапанный механизм — SOHC. Двигатель EA, впервые представленный в 1971 году на Honda Life, был создан на базе двигателя с воздушным охлаждением, который применялся в мотоцикле Honda CB450. Рабочий объём был уменьшен в соответствии с японским законодательством о кей-карах, которое предусматривало максимальный объём двигателя. Диаметр цилиндра и ход поршня составляли 67 мм × 50,6 мм. Версия мощностью 22 кВт (30 л. с.) при 8000 об/мин устанавливалась на Honda Life, в то время как представленные в мае 1972 года Honda Z и Honda Life Touring оснащались версией мощностью 26 кВт (36 л. с.) при 9000 об/мин с двумя карбюраторами.

### Применения
- 06.1971—1974 Honda Life
- 11.1972—1974 Honda Z

## EB
Двигатель EB устанавливался на первое поколение Honda Civic.
- Объём: 1169 см3
- Диаметр цилиндра и ход поршня: 70 мм × 76 мм
- Степень сжатия: 8,6:1
- Клапанный механизм: SOHC
- Клапанов: 8
- Количество цилиндров: 2
- Количество карбюраторов: 1
- Мощность: 51 кВт (68 л. с.) при 5500 об/мин
- Крутящий момент: 100 Н⋅м при 4000 об/мин
- Максимальная скорость: 155 км/ч

### EB2/EB3
- Объём: 1237 см3
- Диаметр цилиндра и ход поршня: 72 мм × 76 мм
- Клапанный механизм: SOHC
- Клапанов: 8
- Количество цилиндров: 2
- Количество карбюраторов: 1
- Мощность: 47 кВт (63 л. с.) при 5000 об/мин
- Крутящий момент: 104 Н⋅м при 3000 об/мин

#### Применения

##### EB1
- 1973 Honda Civic

##### ЕВ2
- 1974—1979 Honda Civic

##### EB3
- 1978—1979 Honda Civic

## EC
- Объём: 1,5 л (1488 см3)
- Диаметр цилиндра и ход поршня: 74 мм × 86,5 мм
- Степень сжатия: 8.1, 8.4 (Van)
- Клапанный механизм: SOHC
- Клапанов: 8
- Количество карбюраторов: 2
- Мощность:
  - 48 кВт (64 л. с.) при 5500 об/мин
  - 56 кВт (75 л. с.) при 5500 об/мин (1979 Civic Van)
- Крутящий момент:
  - 103 Н⋅м при 3000 об/мин
  - 109 Н⋅м при 3500 об/мин (1979 Civic Van)

### Применения
- 1975—1979 Honda Civic (четырёхдверный)
- 1975—1979 Honda Civic Van (VB)

## ED

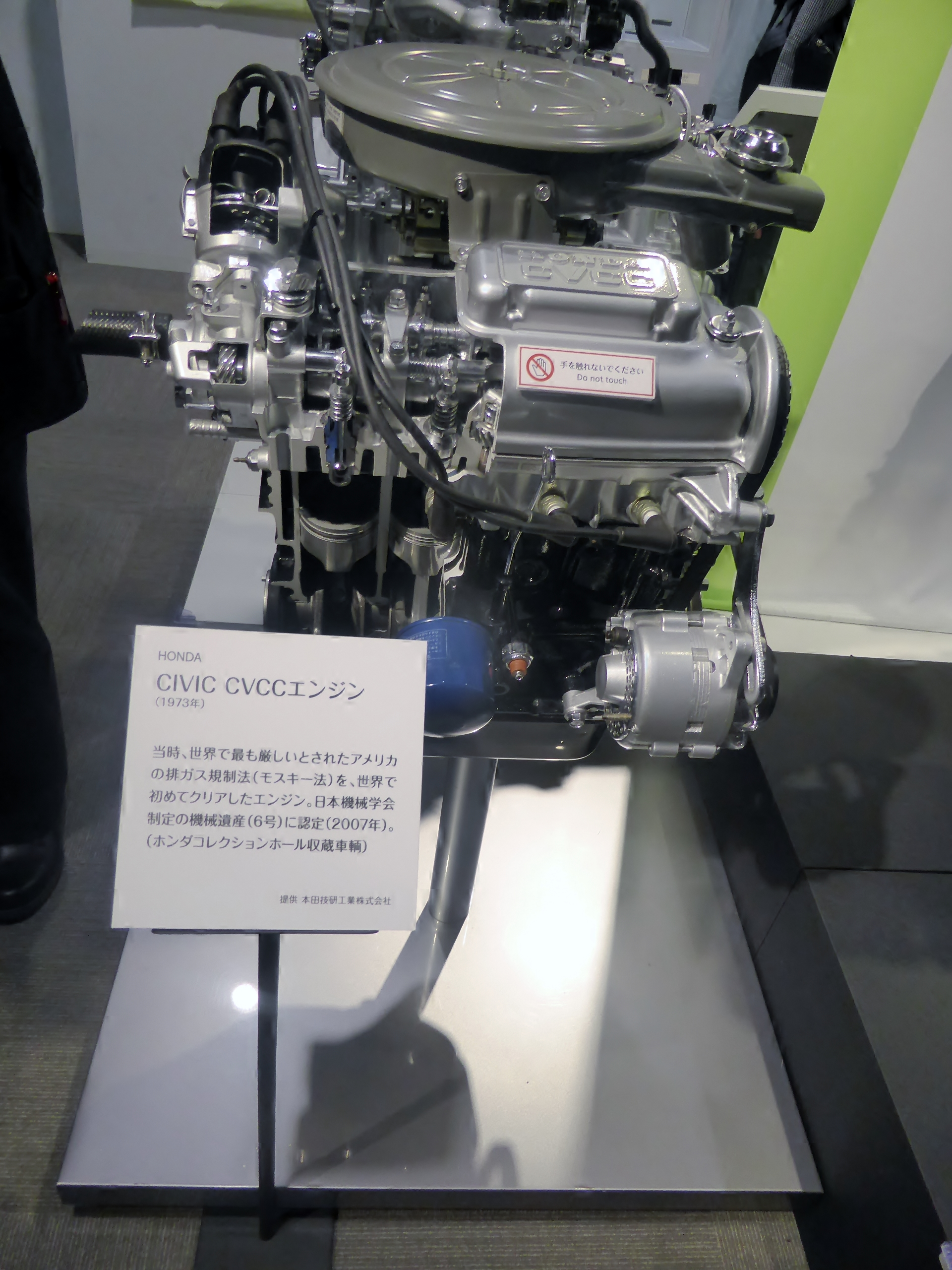
Двигатель ED в музее Honda

Объём трёхцилиндрового 12-клапанного карбюраторного двигателя ED с технологией CVCC составляет 1,5 л (1488 см3), мощность — 39 кВт (52 л. с.) при 5000 об/мин, а крутящий момент — 92 Н⋅м при 3000 об/мин. Клапанный механизм — SOHC.

### Применения
- ED1
  - 1975 Honda Civic CVCC
- ED2
  - 1975 Honda Civic Wagon
- ED3
  - 1976—1979 Honda Civic CVCC
- ED4
  - 1976—1979 Honda Civic Wagon

## EE
Объём 12-клапанного двигателя EE с технологией CVCC составляет 1,2 л (1237 см3), мощность — 46 кВт (63 л. с.) при 5500 об/мин, а крутящий момент — 93 Н⋅м при 3500 об/мин. Клапанный механизм — SOHC. В 1978 году преемником двигателя EE стал 1,3-литровый двигатель EJ.

### Применения
- 08.1975—06.1978 Honda Civic CVCC

## EF
- Объём: 1,6 л (1599 см3)
- Диаметр цилиндра и ход поршня: 74 мм × 93 мм
- Степень сжатия: 8,0:1
- Клапанный механизм: SOHC
- Клапанов: 12
- Количество карбюраторов: 3
- Мощность: 60 кВт (81 л. с.) при 5300 об/мин
- Крутящий момент: 121 Н⋅м при 3000 об/мин
- Блок цилиндров: чугунный
- Головка блока цилиндров: алюминиевая, шестилинейная (четыре впускных и два выпускных отверстия)
- Порядок работы клапанов: IEEIIEEI
- Карбюратор: Keihin (трёхствольный)
- Тип зажигания: точечный

### Применения
- 1976—1978 Honda Accord CVCC (США)[2]

## EG
Рабочий объём 8-клапанного двухцилиндрового двигателя EG составляет 1,6 л (1598 см3), мощность — 51 кВт (68 л. с.) при 5000 об/мин, а крутящий момент — 115 Н⋅м при 3000 об/мин. Клапанный механизм — SOHC.

### Применения
- 1976—1978 Honda Accord Non USDM

## EH
Двухцилиндровый двигатель EH с клапанным механизмом SOHC и водяным охлаждением был представлен в июле 1977 года на Honda Acty и в 1985 году на Honda Today. Объём двигателя составляет 545 см3, диаметр цилиндра и ход поршня — 72 мм × 67 мм, мощность — 21 кВт (28 л. с.) при 5500 об/мин, крутящий момент — 41 Н⋅м при 4000 об/мин. При установке на Today максимальная мощность была увеличена до 23 кВт (31 л. с.) при тех же оборотах, а крутящий момент — до 43 Н⋅м. Степень сжатия — 9,5:1.

### Применения
- 07.1977—08.1988 Honda Acty
- 09.1985—02.1988 Honda Today

## EJ
- Объём: 1,3 л (1335 см3)
- Диаметр цилиндра и ход поршня: 72 мм × 82 мм
- Степень сжатия: 7,9:1
- Клапанный механизм: SOHC
- Клапанов: 12
- Мощность: 50 кВт (67 л. с.) при 5500 об/мин
- Крутящий момент: 98 Н⋅м при 3500 об/мин

### Применения
- EJ
  - 06.1978—07.1979 Honda Civic 1300 (SK/SP)
- EJ1
  - 07.1979—1983 Honda Civic CVCC

## EK
EK — 12-клапанный (CVCC) двигатель с клапанным механизмом SOHC объёмом 1,8 л (1751 см3). Являлся последним двигателем компании Honda с технологией CVCC. Мощность варьировалась по мере доработки самого двигателя.
- Объём: 1,8 л (1751 см3)
- Диаметр цилиндра и ход поршня: 77 мм × 94 мм
- Степень сжатия: 8,8:1
- Количество карбюраторов: 3
- Мощность: 54—71 кВт (72—96 л. с.) при 4500—5500 об/мин
- Крутящий момент: 127—140 Н⋅м при 3000 об/мин
- Блок цилиндров: чугунный
- Головка блока цилиндров: алюминиевая
- Карбюратор: Keihin (трёхствольный)
- Система электронного зажигания: Nippon Denso или Tek Electronics

### Применения
- 1979—1983 Honda Accord CVCC (США)
- 1979—1982 Honda Prelude CVCC (США)
- 1981—1983 Honda Accord/Vigor (JDM)

## EL
Объём 8-клапанного двигателя EL с клапанным механизмом SOHC и двухкамерным карбюратором составляет 1,6 л (1602 см3), мощность (в североамериканской конфигурации) — 58 кВт (78 л. с.) при 5000 об/мин, крутящий момент — 126 Н⋅м при 3000 об/мин.
- Объём: 1,6 л (1602 см3)
- Диаметр цилиндра и ход поршня: 77 мм × 86 мм
- Степень сжатия: 8,4:1
- Клапанный механизм: SOHC
- Клапанов: 8
- Количество карбюраторов: 2
- Мощность (SAE): 54 кВт (72 л. с.) при 5000 об/мин
- Крутящий момент: 122 Н⋅м при 3000 об/мин

### Применения
- EL1
  - 1979—1983 Honda Accord Non USDM
  - 1979—1982 Honda Prelude (Австралия и Канада) Non USDM

## EM
- Объём: 1,5 л (1488 см3)
- Диаметр цилиндра и ход поршня: 77 мм × 86,5 мм
- Степень сжатия: 8,8:1
- Клапанный механизм: SOHC CVCC
- Клапанов: 12
- Количество карбюраторов: 2—3
- Мощность: 59 кВт (79 л. с.) при 5500 об/мин
- Крутящий момент: 123 Н⋅м при 3500 об/мин

### Применения
- EM1
  - 1980 Honda Civic, 39 кВт (52 л. с.)
  - 1981—1983 Honda Civic, 47 кВт (63 л. с.)

## EN
Объём 8-клапанного двигателя EN составляет 1,3 л (1335 см3), блок цилиндров и его головка изготовлены из алюминия. Двигатель устанавливался на Civic на всех рынках, кроме внутреннего рынка США, а в Европе двигатель устанавливался на Triumph Acclaim (основанный на Honda Ballade).

### Применения
- EN1
  - 1980—1983 Honda Civic, один карбюратор, 45 кВт (60 л. с.)
- EN4
  - 1981—1984 Honda Civic S и Triumph Acclaim, два карбюратора, 53 кВт (71 л. с.)

## EP
EP — 12-клапанный (CVCC) двигатель объёмом 1,6 л (1601 см3) с клапанным механизмом SOHC. Блок цилиндров позаимствован у двигателя EL, а головка блока цилиндров — у двигателя EK.
- Объём: 1,6 л (1601 см3)
- Диаметр цилиндра и ход поршня: 77 мм × 86 мм
- Степень сжатия: 8,8:1
- Клапанный механизм: SOHC
- Клапанов: 12
- Количество карбюраторов: 3
- Мощность: 70 кВт (94 л. с.) при 5300 об/мин
- Крутящий момент: 132 Н⋅м при 3000 об/мин

### Применения
- 1980—1985 Honda Quintet/Quint (Япония)
- 1980—1983 Honda Accord 1600/Vigor 1600

## ER

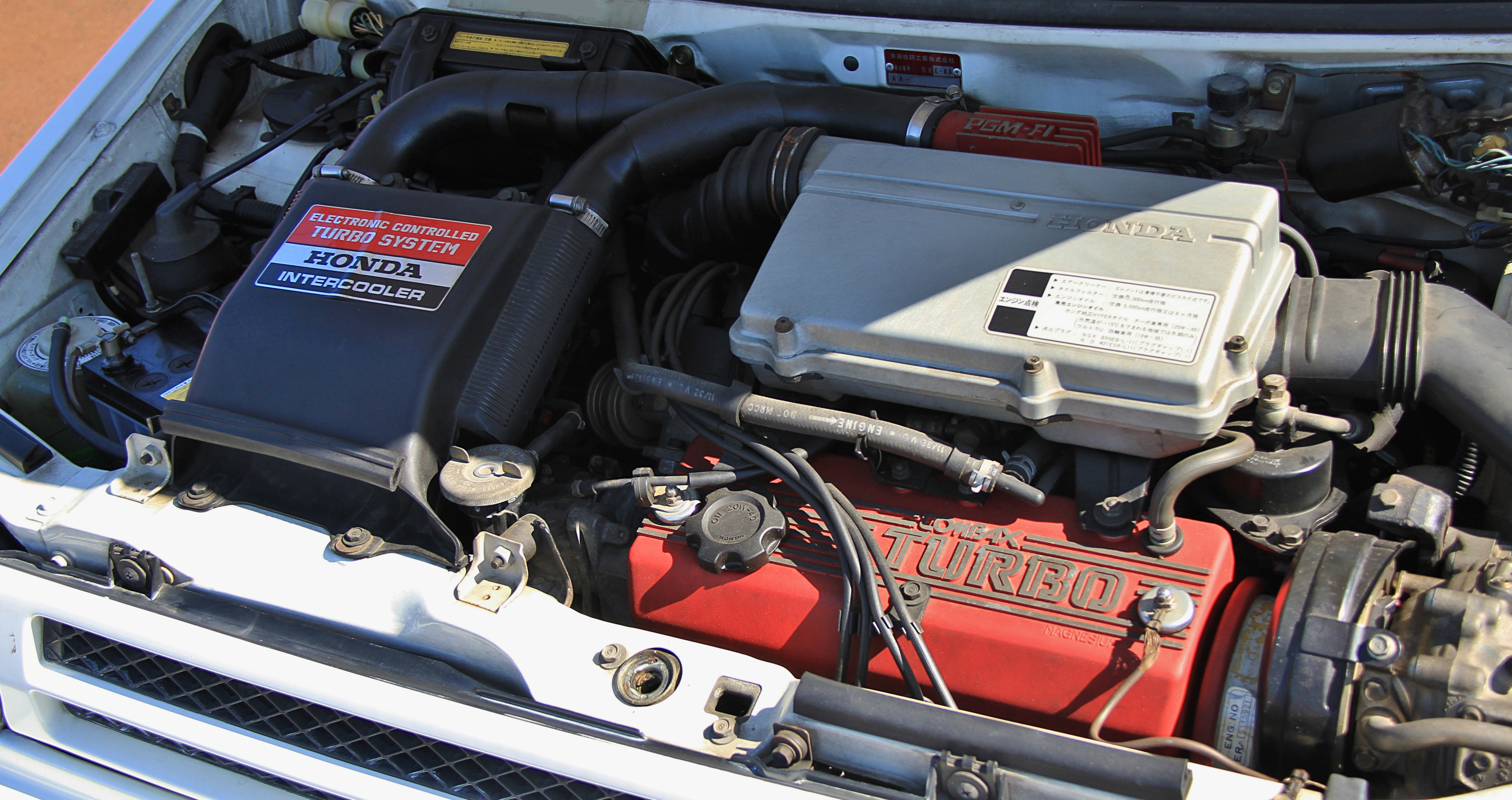
Двигатель ER в моторном отсеке City Turbo

Четырёхцилиндровый двигатель ER с длинным ходом поршня имеет пять подшипников коленвала и верхний распределительный вал, приводимый в движение зубчатым ремнём.
| Тип двигателя                          | Рядный четырёхцилиндровый, SOHC, CVCC-II, 12 клапанов | Рядный четырёхцилиндровый, SOHC, CVCC-II, 12 клапанов       | Рядный четырёхцилиндровый, SOHC, CVCC-II, 12 клапанов | Рядный четырёхцилиндровый, SOHC, CVCC-II, 12 клапанов |
| Объём                                  | 1,2 л (1231 см3)                                      | 1,2 л (1231 см3)                                            | 1,2 л (1231 см3)                                      | 1,2 л (1231 см3)                                      |
| Диаметр цилиндра x ход поршня          | 66 мм × 90 мм                                         | 66 мм × 90 мм                                               | 66 мм × 90 мм                                         | 66 мм × 90 мм                                         |
| Тип бензина                            | Этилированный (экспорт) или неэтилированный           | Этилированный (экспорт) или неэтилированный                 | Этилированный (экспорт) или неэтилированный           | Этилированный (экспорт) или неэтилированный           |
| Мощность                               | Крутящий момент                                       | Топливная система                                           | Степень сжатия                                        | Примечания                                            |
| 33 кВт (44 л. с.) DIN при 4500 об/мин  | 82 Н⋅м при 2500 об/мин                                | Однокамерный карбюратор                                     | 10,2:1                                                | Европейский рынок                                     |
| 41 кВт (55 л. с.) DIN при 5000 об/мин  | 93 Н⋅м при 3500 об/мин                                | Двухкамерный карбюратор (Keihin), ручная воздушная заслонка | 10,2:1                                                | Европейский рынок (ER1 и ER4)                         |
| 45 кВт (60 л. с.) JIS при 5000 об/мин  | 96 Н⋅м при 3000 об/мин                                | Двухкамерный карбюратор (Keihin)                            | 9,0:1                                                 | Pro T, Pro F                                          |
| 46 кВт (62 л. с.) JIS при 5000 об/мин  | 98 Н⋅м при 3000 об/мин                                | Двухкамерный карбюратор (Keihin)                            | 10,0:1                                                | E-series, U, R (AT), Cabriolet (AT)                   |
| 49 кВт (66 л. с.) JIS при 5000 об/мин  | 98 Н⋅м при 3500 об/мин                                | Двухкамерный карбюратор (Keihin)                            | 10,0:1                                                | R и Cabriolet с MT                                    |
| 74 кВт (99 л. с.) JIS при 5500 об/мин  | 147 Н⋅м при 3000 об/мин                               | FI, турбонаддув                                             | 7,5:1                                                 | City Turbo                                            |
| 81 кВт (108 л. с.) JIS при 5500 об/мин | 160 Н⋅м при 3000 об/мин                               | FI, турбонаддув + интеркулер                                | 7,6:1                                                 | Turbo II «Bulldog»                                    |

### Применения
- ER1—4 Honda City[11]

## ES
Рабочий объём 12-клапанного двигателя ES с клапанным механизмом SOHC составляет 1,8 л (1829 см3). Двигатель ES1, имеющий карбюраторы с двойной боковой тягой, развивает мощность 75 кВт (101 л. с.) при 5500 об/мин и крутящий момент 141 Н⋅м при 4000 об/мин. Двигатель ES2 с тремя карбюраторами развивает мощность 64 кВт (86 л. с.) при 5800 об/мин и крутящий момент 134 Н⋅м при 3500 об/мин. Двигатель ES3 с системой PGM-FI развивает мощность 75 кВт (101 л. с.) при 5800 об/мин и крутящий момент 146 Н⋅м при 2500 об/мин.

### Применения
- ES1
  - 1983—1984 Honda Prelude
- ES2
  - 1984—1985 Honda Accord
- ES3
  - 1985 Honda Accord SE-i
  - 1981—1985 Honda Vigor VTL-i, VT-i, TT-i (Япония)

## ET
Рабочий объём 12-клапанного двигателя ET с клапанным механизмом SOHC составляет 1,8 л (1829 см3). Двигатель ET1 имел 1 карбюратор с нисходящим потоком и выпускным коллектором 4—1. Двигатель ET2 с боковой тягой и выпускным коллектором 4—2—1 развивал мощность 74 кВт (99 л. с.) при 5500 об/мин и крутящий момент 141 Н⋅м при 4000 об/мин. Версии для японского домашнего рынка с 3 карбюраторами, применявшиеся в Accord, развивали мощность 81 кВт (108 л. с.) при 5800 об/мин, в то время как версии с топливной системой Honda PGM-FI развивали мощность 96 кВт (128 л. с.) при 5800 об/мин.

### Применения
- ET
  - 1983—1985 Honda Accord
  - 1983—1987 Honda Prelude

## EV
Рабочий объём 12-клапанного двигателя EV с клапанным механизмом SOHC составляет 1,3 л (1342 см3), диаметр цилиндра — 74 мм, ход поршня — 78 мм. Версии для рынков США с тремя карбюраторами развивали мощность 45 кВт (60 л. с.) при 5500 об/мин и крутящий момент 99 Н⋅м при 3500 об/мин, в то время как версии для японского домашнего рынка с системой CVCC развивали мощность 59 кВт (79 л. с.) при 6000 об/мин и крутящий момент 111 Н⋅м при 3500 об/мин.

### Применения
- EV1
  - 1983—1986 Honda Civic
  - 1983—1986 Honda CRX
- EV2
  - 1984—1990 Rover 213, 52 кВт (70 л. с.)
  - 1983—1986 Honda Civic

## EW
EW — последний двигатель серии Honda E, представленный в сентябре 1983 года параллельно с третьим поколением Honda Civic. Рабочий объём двигателя составляет 1,5 л (1488 см3). EW являлся 12-клапанным двигателем с клапанным механизмом SOHC. Двигатели EW1 с тремя карбюраторами развивали мощность от 43 до 57 кВт (58—76 л. с.) и крутящий момент 126 Н·м при 4500 об/мин, в то время как инжекторные двигатели EW3 и EW4 развивали мощность 68 кВт (91 л. с.) при 5500 об/мин и крутящий момент 126 Н·м при 4500 об/мин. В 1987 году преемником двигателя EW стал двигатель Honda D15, а двигатели серии EW (1, 2, 3, 4 и 5) были переименованы в D15A (1, 2, 3, 4 и 5).

### Применения
- EW1
  - 1983—1985 Honda Civic/CRX DX (без маркировки)
  - 1983—1986 Honda Civic
  - 1983—1986 Honda Shuttle
- EW2
  - 1983—1987 Honda Civic non-CVCC (CDM)
- EW3
  - 1985 Honda Civic/CRX Si non-CVCC
- EW4
  - 1985—1986 Honda CRX Si non-CVCC
  - 1986 Honda Civic Si non-CVCC
- EW5
  - Аналогичен EW1, имеет систему впрыска топлива и технологию CVCC. Количество клапанов: 12 (4 вспомогательных). Civic развивал мощность 74 кВт (99 л. с.) при 5800 об/мин и крутящий момент 129 Н·м при 4000 об/мин, а CR-X развивал мощность 81 кВт (108 л. с.) при 5800 об/мин и крутящий момент 135 Н·м при 4500 об/мин. Различия в мощности во многом связаны с более эффективной выхлопной системой: в CR-X применялась заводская чугунная вытяжка 4—2—1. Дым проходил через каталитический нейтрализатор дальше по выхлопной системе. Выхлопные трубы — двойные. Civic имел короткую конструкцию 4—1 с каталитическим нейтрализатором и одной выхлопной трубой. Для автомобилей 1986 и 1987 годов выпуска впускной коллектор был переработан. Двигатель применялся в следующих моделях: CR-X 1.5i, Civic 25i Hatchback и Ballade CRi Sedan, которые продавались только в Японии.

## ZA
Двигатели ZA1 и ZA2 имеют аномальные названия, но тесно связаны с 1,3-литровым двигателем EV. Диаметр цилиндра и ход поршня составляли 74 мм × 69 мм, а рабочий объём — 1,2 л (1187 см3). Двигатели применялись в только в третьем поколении Civic на европейских и различных небольших рынках со структурой налогообложения. Версия с высоким октановым числом развивает мощность 46 кВт (61 л. с.) при 6000 об/мин и крутящий момент 88 Н⋅м при 4000 об/мин, в то время как версия с низким октановым числом развивала мощность 40 кВт (54 л. с.) при 6000 об/мин.

### Применения
- 1984—1987 Honda Civic (хетчбэк) (AL)
- 1984—1987 Honda Civic (седан) (AM)